# Partia Ludowa (Syria)
Partia Ludowa – nazwa dwóch partii działających w różnym czasie na terytorium obecnej Syrii.

## Partia Szahbandara w Mandacie Francuskim

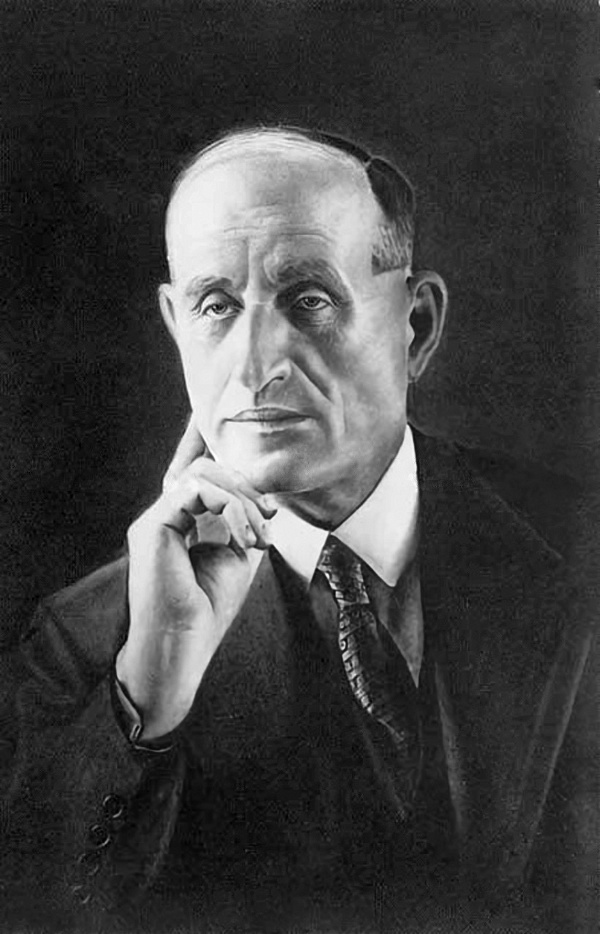
Abd ar-Rahman Szachbandar, 15 stycznia 1920.

Pierwsze Partia Ludowa (arab. Hizb asz-Sza'b) została nieformalnie zawiązana w styczniu 1924 w Damaszku, a oficjalnie inaugurowana w 5 czerwca 1925 w Operze Damasceńskiej. Inauguracja zgromadziła ponad 1000 osób. Założona została przez Abd ar-Rahmaba Szachbandara. Była pierwszą legalną, nacjonalistyczną partią w Mandacie Francuskim, po tym, jak w lutym 192 francuski wysoki komisarz Galasatary Navy zezwolił na zakładanie partii i organizacji.
Partia opowiadała się, że stworzeniem jednego państwa syryjskiego, łączącego również Palestynę, Transjordanię i Liban. W przemowie inauguracyjnej, Faris al-Kuri podkreślał, że wolna Syria
Organizowała demonstracje w Damaszku w trakcie wizyty lorda Balfoura w Palesytnie (Deklaracja Balfoura). Była finansowana przez Syryjsko-Palestyński Kongres na Wygnaniu i zamożnych członków (nie było obowiązkowych składek; kierownictwo nie otrzymywało pensji). Siedziba partii mieściła się przy stacji kolejowej Hijaz. Partia pomogła otworzyć gazetę al-Mufid.
Partia przyłączyła się do powstania w 1925, w związku z czym została rozwiązania przez władze francuskie (mimo że jej powstanie było inspirowane przez Francuzów). Jej członkowie utworzyli 9 września rząd tymczasowy w Dżabal ad-Duruz oraz weszli w skład Bloku Narodowego.

### Ważni członkowie
- Abd ar-Rahman Szachbandar - przewodniczący[2]
- Faris al-Kuri - wiceprzewodniczący[2]
- Hassan al-Hakim

## Partia Atasiego w Republice Syryjskiej

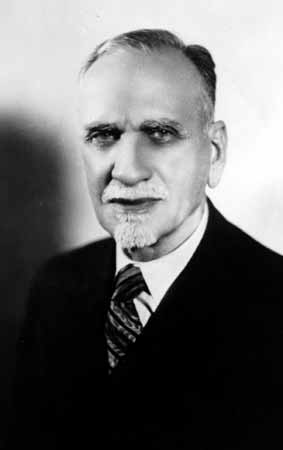
Haszim al-Atasi.

W 1948, już w wolnej od Francji Republice Syryjskiej, Haszim al-Atasi, Nazim al-Kudsi i Ruszdi al-Kichija (wywodzący się z północnych miast Syrii - Aleppo, Hims i Hamy) utworzyli nową partię stojącą w opozycji do Partii Narodowej - Partię Ludową. Z racji pochodzenia, reprezentowali silniej interesy północnej i środkowej Syrii, popierając też zbliżenie z Irakiem. Plasowała się ona w nurcie uważanym za liberalny. Jej głównym ośrodkiem było Allepo.
Szczyt znaczenia Partii Ludowej przypadł na lata 1949-1951, za czasów wojskowych rządów Hinnawiego (zamach stanu w sierpniu 1949) i Sziszkaliego (zamach stanu w grudniu 1949). Partia odniosła sukces w wyborach w listopadzie 1949 (45 ze 114 mandatów), ale władzę odebrał jej Sziszkali, gdy 28 listopada 1951 ponownie przejął władzę jako wojskowy.
Dwa lata później liderzy Partii Ludowej przyczynili się do obalenia Sziszkaliego. Ponownie weszli do rządu i parlamentu, po wyborach we wrześniu 1954.
Partia traciła na znaczeniu w miarę skręcania sceny politycznej w stronę lewicową.

### Ważni członkowie
- Haszim al-Atasi
- Nazim al-Kudsi
- Ruszdi al-Kichija
- Maarouf al-Dawalibi
- Nasib al-Bakri - poseł z list Partii Ludowej, który w 1925 był łącznikiem między pierwszą Partią Ludową a Druzami w trakcie powstania
- Dżamil Mardam